# بال‌بسته کوهستانی
بال‌بسته کوهستانی (نام علمی: Cordulephya montana) نام یک گونه از سرده بال‌بسته‌ها است.